# Janvier 1957
Cette page présente les faits marquants du mois de janvier 1957.

## Évènements
- Les associations sont dissoutes en République populaire de Hongrie.

- 1er janvier : 
  - La Sarre, est rattachée à la RFA.
  - L'Égypte dénonce le traité d'alliance avec le Royaume-Uni. Sous la pression du président américain Dwight Eisenhower, Israël se résigne à l’évacuation du Sinaï et l'Égypte récupère Gaza.

- 5 janvier : doctrine Eisenhower. Le président Eisenhower demande au congrès des pouvoirs spéciaux pour lutter contre la menace communiste au Proche-Orient.

- 7 janvier : 
  - L’armée française reçoit les pleins pouvoirs à Alger.
  - Début de la bataille d'Alger, menée par les « paras » du général Jacques Massu, chargé du maintien de l’ordre dans l’agglomération algéroise.

- 8 janvier : en Indonésie, le vice-président Hatta démissionne pour signifier son désaccord avec le tournant autoritaire que prend le président Soekarno avec sa politique de "démocratie dirigée". Les ministres appartenant au parti musulman Masjumi démissionnent.

- 9 janvier : 
  - Fondation par Martin Luther King de la Southern Christian Leadership Conference (SCLC).
  - Démission du premier ministre britannique Anthony Eden à la suite de la crise de Suez. Début du ministère conservateur d'Harold Macmillan, Premier ministre (fin en 1963). Il restaure la « relation spéciale » avec Washington.

- 13 janvier : 
  - la société américaine Wham-O met au point le frisbee.
  - Formule 1 : Grand Prix automobile d'Argentine.

- 16 janvier : attentat au bazooka contre le général Raoul Salan.

- 17 janvier : 
  - Le Canada prend possession de son premier porte-avions, le « Bonaventure ».
  - Création de l’UGTAN (Union Générale des Travailleurs de l’Afrique Noire) à Cotonou[1].

- 18 janvier : premier tour du monde sans escale en avion à réaction effectué par trois Boeing B-52 Stratofortress en 45 h 19 min, soit à une vitesse moyenne de 860 km/h.

- 21 janvier : discours inaugural du président des États-Unis, Dwight Eisenhower, à l'occasion du début de son second mandat : the price of peace[2].
- 23 janvier : Premier vol du prototype du Nord 1500 Griffon II.

- 24 janvier : les appelés du contingent âgés de 20 ans, de la 3e compagnie du 226e bataillon d'infanterie de Medjedel, secteur de Bou-Saâda, Sud-Algérois, dans le Djebel Kef-Menaa, tombe dans une embuscade meurtrière. 10 morts, 10 blessés, 3 GMC complètement détruits, perte importantes d'armes individuelles et collectives.

- 25 janvier : fondation de l'Alliance laurentienne qui est le premier mouvement souverainiste du Québec.

- 29 janvier : discours de Léopold Sédar Senghor contre les décrets d'application de la loi-cadre relative aux territoires d'outre-mer soumis à l'examen de l'Assemblée nationale[3].

## Naissances
- 1er janvier : Karen Pence, deuxième dame des États-Unis de 2017 à 2021.
- 6 janvier : Michael Foale, astronaute américano-britannique.
- 8 janvier : Ron Cephas Jones, acteur américain († 19 août 2023).
- 10 janvier : Dominique Lebrun, évêque catholique français, évêque de Saint-Étienne.
- 12 janvier :
  - John Lasseter, réalisateur de films d'animation.
  - Anna Fotyga, femme politique polonaise, ministre des affaires de Pologne.
- Mario Van Peebles, acteur mexicano américain
- 18 janvier : 
  - Patrice Baudrier, acteur et voix française de Jean-Claude Van Damme..
  - Bert Joris, trompettiste de jazz belge.
- 22 janvier : Mike Bossy, joueur de hockey.
- 23 janvier : Caroline Grimaldi, princesse de Monaco.
- 24 janvier : Mark Eaton, joueur de basket-ball américain († 28 mai 2021).
- 28 janvier : Roger Valley, homme politique canadien.
- 29 janvier : Grazyna Miller, poétesse polono - italienne.

## Décès
- 10 janvier : Gabriela Mistral (Lucila Godoy y Alcayaga), poétesse chilienne.
- 14 janvier : Humphrey Bogart, acteur américain.
- 16 janvier : 
  - Arturo Toscanini, chef d'orchestre italien (° 25 mars 1857).
  - Alexander Cambridge, gouverneur du Canada.